# Michaela Blyde
Michaela Blyde (New Plymouth, 29 de dezembro de 1995) é uma jogadora de rugby sevens neozelandesa, campeã olímpica. Ela foi a primeira jogadora a ganhar títulos consecutivos de Jogadora do Ano da Série Mundial de Rugby Sevens em 2017 e 2018. Blyde detém o recorde de mais tries de uma jogadora de sevens feminina da Nova Zelândia em uma única partida (seis contra o Sri Lanka nos Jogos da Commonwealth de 2022) e também o recorde de mais tries em uma única partida quando marcou cinco tries contra a Inglaterra em Langford em 2017.

## Vida pessoal
Blyde nasceu em 29 de dezembro de 1995 em New Plymouth, filha de Cherry (nascida Sutton) e Stephen Blyde. Seu pai, Stephen, jogou halfback no clube local Clifton e rugby provincial pelo Taranaki Colts, enquanto sua mãe Cherry jogou rugby representativo pelo Taranaki, jogou pelo Black Ferns em 1992 e em 2022 se tornou a primeira mulher presidente do sindicato de rugby de Taranaki. Ambos os pais também representaram a Nova Zelândia no touch rugby.
Blyde foi criada na fazenda leiteira da família em Lepperton, perto de New Plymouth, em Taranaki, ao lado de seu irmão mais velho Christopher e dos irmãos gêmeos mais novos Cole e Liam. A educação secundária de Blyde foi realizada na New Plymouth Girls High School.
De 2009 a 2013, ela competiu no atletismo nos 100 metros, 200 metros e salto em distância. Em 2009 e 2010, ela participou dos 100 e 200 metros no Campeonato de Escolas Secundárias da Nova Zelândia.

## Carreira
Quando ela era jovem, seus pais a encorajaram e seus irmãos a jogar pelo clube de rugby local, Clifton. "O rugby foi meu primeiro esporte aos cinco anos de idade, mas quando cheguei à idade em que tínhamos que começar a jogar, fiquei com um pouco de medo de jogar com os meninos" e então ela mudou aos oito anos para jogar futebol. Ela começou a jogar novamente no ano 12 do ensino médio, embora o futebol fosse sua primeira prioridade.
Blyde estreou na Nova Zelândia aos 17 anos no Campeonato da Oceania de Sevens de 2013. Ela integrou a Seleção Neozelandesa de Rugby Sevens Feminino nos Jogos Olímpicos de Verão de 2020 em Tóquio, quando conquistou a medalha de ouro após derrotar a equipe francesa na final por 26–12. Em 20 de junho de 2024, foi anunciado que ela havia sido selecionada como membro da equipe feminina de rugby sevens da Nova Zelândia para as Olimpíadas de Paris.